# 吉利亞姆森峰
71°51′S 70°20′W / 71.850°S 70.333°W
吉利亞姆森峰（英語：Gilliamsen Peak）是南極洲的山峰，位於亞歷山大一世島南部，處於斯特卡托峰南端，在1935年11月23日由美國的探險家拍攝空中照片，現時由南極條約體系管理。